# Dekanat Żabno
Dekanat Żabno – dekanat wchodzący w skład diecezji tarnowskiej.

## O dekanacie
Parafia Ducha św. w Żabnie została wydzielona z dekanatu dąbrowskiego tworząc samodzielny dekanat. Dekanat został powołany na mocy dekretu bpa tarnowskiego Wiktora Skworca w dniu 19 września 2001 roku, pierwszym dziekanem został mianowany przez bpa ordynariusza ks. Zdzisław Podstawa.

## Dziekani dekanatu
Dziekanem dekanatu obecnie jest ks. Jerzy Kawik (proboszcz parafii Żabno), a wicedziekanem ks. Wiesław Babiarz (proboszcz parafii Gręboszów).
Dziekani: ks. Zbigniew Podstawa (2001–2007); ks. Antoni Mikrut (2007–2018); ks. Jerzy Kawik (2018 – obecnie).

## Parafie dekanatu
W skład dekanatu wchodzą parafie:
- Borusowa – Parafia Podwyższenia Krzyża Świętego w Borusowej
- Gręboszów – Parafia Wniebowzięcia Najświętszej Maryi Panny
- Łęg Tarnowski – Parafia Trójcy Przenajświętszej Łęgu Tarnowskim
- Łęg Zamoście – Parafia Matki Bożej Różańcowej w Łęgu-Zamościu
- Nieciecza – Parafia Matki Bożej Królowej Polski w Niecieczy
- Niedomice – Parafia Matki Bożej Nieustającej Pomocy w Niedomicach
- Otfinów – Parafia Świętych Apostołów Piotra i Pawła w Otfinowie
- Siedliszowice – Parafia św. Stanisława Biskupa w Siedliszowicach
- Parafia Ducha Świętego w Żabnie
- Żelichów – Parafia św. Zygmunta w Żelichowie.